# Franco Rol
Franco Rol (Turim, 5 de junho de 1908 — Rapallo, 18 de junho de 1977) foi um automobilista italiano que participou de 5 Grandes Prêmios de Fórmula 1 de 1950 até 1952.